# Attila Szabó (slovakisk kanotist)
Attila Szabó, född den 19 februari 1966 i Komárno, Slovakien, är en tjeckoslovakisk och därefter slovakisk kanotist.
Han tog bland annat VM-guld i K-1 10000 meter i samband med sprintvärldsmästerskapen i kanotsport 1989 i Plovdiv.